# Paul Everton

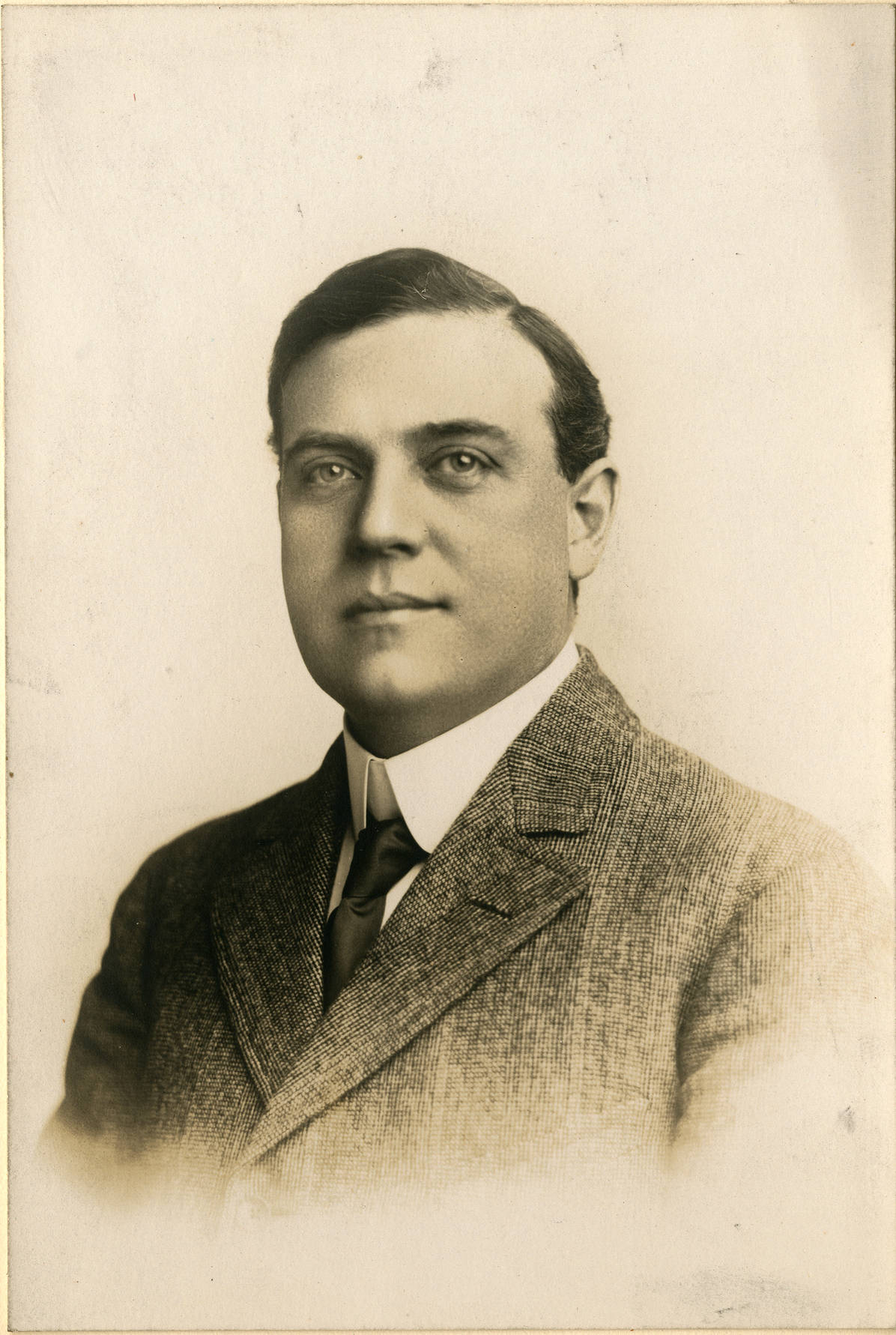
Paul Everton (1911)

Paul Everton (* 19. September 1868 in New York City; † 26. Februar 1948 in Woodland Hills, Los Angeles) war ein US-amerikanischer Schauspieler.
Everton war seit 1915 ein vielbeschäftigter Schauspieler in Stummfilmen. So spielte er unter anderem die Rolle des deutschen Militärattachés – und späteren Reichskanzlers – Franz von Papen in dem Propaganda-Spielfilmserial Eagle Eyes von 1918, das sich mit den Aktivitäten deutscher Spione in den Vereinigten Staaten in den ersten Jahren des Ersten Weltkriegs befasst. Mit Beginn des Tonfilmes Ende der 1920er-Jahre musste sich Everton meistens mit kleineren bis mittleren Nebenrollen in Filmen begnügen. Insgesamt umfasst sein filmisches Schaffen mindestens 85 Kinofilme zwischen 1915 und seinem Todesjahr 1948.
In den 1930er Jahren trat Everton zudem in Bühnen-Musicals wie Cole Porters Anything Goes auf.

## Filmografie (Auswahl)
- 1915: The Romance of Elaine
- 1918: The Eagle’s Eye
- 1925: Die Tat ohne Zeugen (That Royle Girl)
- 1936: Mr. Deeds geht in die Stadt (Mr. Deeds Goes to Town)
- 1937: The Great Garrick
- 1937: Das Leben des Emile Zola (The Life of Emile Zola)
- 1938: Wie leben wir doch glücklich! (Merrily We Live)
- 1938: Room Service
- 1938: The Mad Miss Manton
- 1938: Topper geht auf Reisen (Topper Takes a Trip)
- 1939: Union Pacific
- 1939: Maisie
- 1939: Auf in den Kampf (Stand Up and Fight)
- 1940: Abe Lincoln in Illinois
- 1940: Arise, My Love
- 1941: Hier ist John Doe (Meet John Doe)
- 1941: Ein Frauenherz vergißt nie (Lydia)
- 1941: Blüten im Staub (Blossoms in the Dust)
- 1942: Tennessee Johnson
- 1942: Saboteure (Saboteur)
- 1944: Wilson
- 1945: Todsünde (Leave Her to Heaven)
- 1946: Centennial Summer
- 1946: Auf Messers Schneide (The Razor’s Edge)
- 1948: The Judge Steps Out